# 狀態防火牆
狀態防火牆（英語：Stateful firewall），一種能夠提供狀態封包檢查（stateful packet inspection，縮寫為SPI）或狀態檢視（stateful inspection）功能的防火牆，能夠持續追蹤穿過這個防火牆的各種網路連線（例如TCP與UDP連線）的狀態。這種防火牆被設計來區分不同連線種類下的合法封包。只有符合主動連線的封包才能夠被允許穿過防火牆，其他的封包都會被拒絕。
狀態封包檢查也被称为動態封包過濾（Dynamic Packet Filtering）。

## 原理
状态防火墙监视网络连接的“状态”，比如TCP流、UDP数据和ICMP消息可能被分为LISTEN, ESTABLISHED, 或者CLOSING状态。按照相应的安全策略，状态防火墙在状态表中为各TCP流或者UDP数据创建记录。凡在表中的session，所有相关封包都被允许通过，不再检测，因此比一般的检测使用更少CPU。
维持一个session的状态取决于其传输层协议。比如TCP是面向连接的协议，其session是由三路握手的SYN消息建立，由FIN消息终止。状态防火墙由此可以知道何时从表中移除session，而不必等待超时再移除。UDP是无连接的协议，它不会发送特别的连接消息，因此一个UDP的session只有等待超时才会被移除，UDP打洞就利用了这一特性设立隧道。 ICMP消息与TCP和UDP不同，它传递网络本身的控制信息，比如ping命令。ICMP回复一般会被允许。有时UDP通信会使用ICMP来提供session的状态信息，因此和某UDP session有关的ICMP回复也是允许的。

## 缺點
- 無法處理應用層協定